# Megan Clark

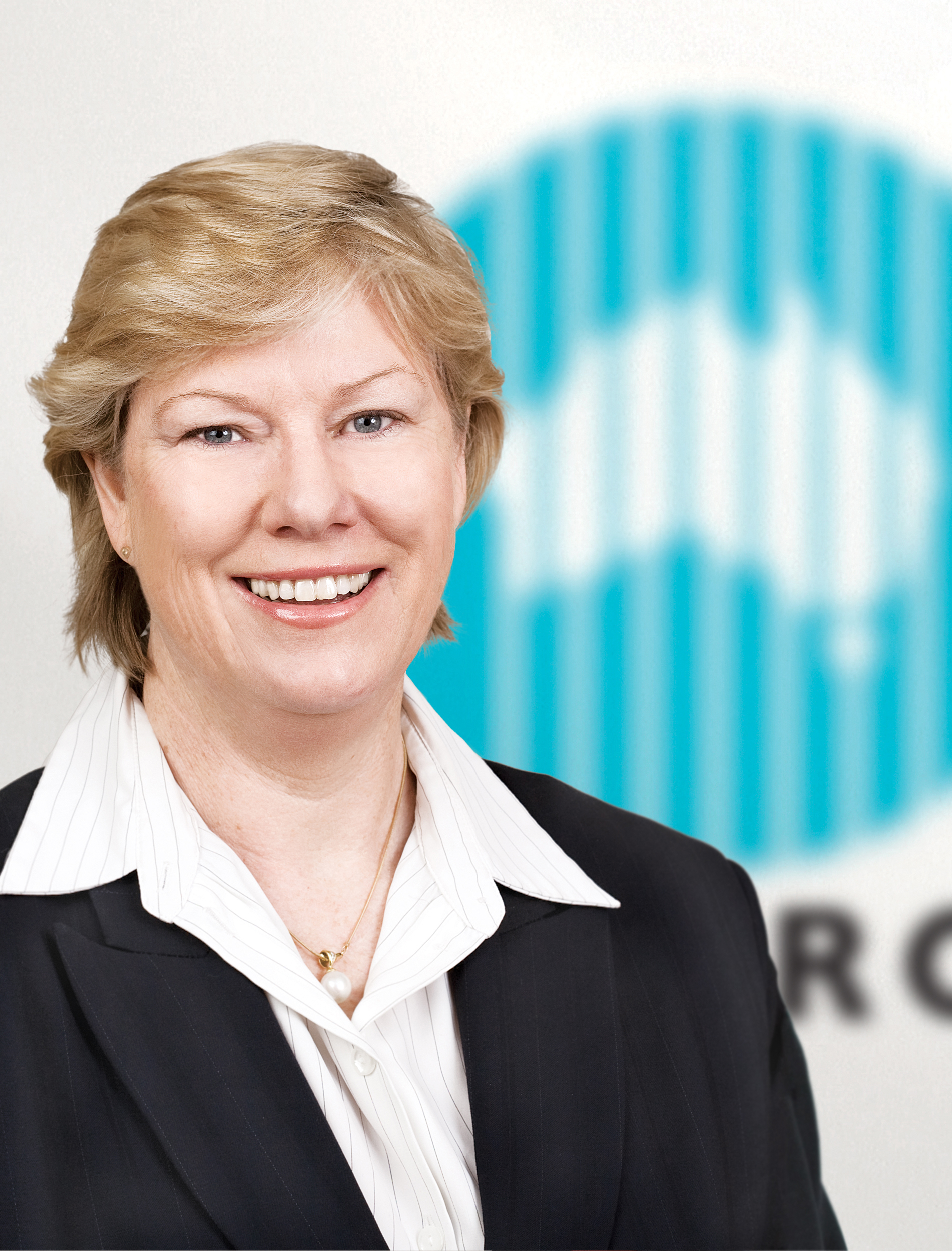
Megan Clark, 2010

Megan Elizabeth Clark (* 1958) ist eine australische Geologin und Unternehmerin, ehemalige Direktorin des CSIRO und ehemalige Leiterin der Australian Space Agency.

## Studium
Clark erwarb 1981 einen Bachelor in Wirtschaftsgeologie an der University of Western Australia und 1987 einen Doktortitel in Wirtschaftsgeologie an der Queen’s University (Kingston) in Kanada.

## Karriere
Sie begann ihre Karriere in den Bereichen Mineralienexploration, Minengeologie, F&E-Management, Risikokapital und technische Strategie bei der Western Mining Corporation. Clark arbeitete auch in einem Corporate Venture Fund bei Advent International in Boston.
Danach war sie Direktorin bei N M Rothschild & Sons (Australien) und von 2003 bis 2008 Vizepräsidentin für Technologie und anschließend Vizepräsidentin für Gesundheit, Sicherheit, Umwelt, Gemeinschaft und Nachhaltigkeit bei BHP Billiton.
Clark war Mitglied des Rates für Wissenschaft, Technik und Innovation des Premierministers sowie der Taskforce für die Industrie des Premierministers. Außerdem war sie Mitglied der Kommission für nachhaltige Landwirtschaft und Klimawandel.
Im Jahr 2009 wurde sie als erste Frau zur Geschäftsführerin der Commonwealth Scientific and Industrial Research Organisation (CSIRO) ernannt. Unter ihrer Führung wurde die CSIRO für eine Reihe neuer Projekte ausgezeichnet, darunter die Forschung im Bereich der drahtlosen Kommunikation.
Ab 2014 wurde sie Direktorin bei Rio Tinto Group. Als Vorstandsmitglied von Rio Tinto war sie ab Mai 2016 Vorsitzende des Nachhaltigkeitsausschusses und ab dem 1. Mai 2016 auch Mitglied des Vergütungsausschusses.
Clark war einer der Direktoren von Rio Tinto im Mai 2020, als das Bergbauunternehmen die Kulturstätte der australischen Aborigines in der Juukan-Schlucht absichtlich zerstörte – die einzige Stätte im Landesinneren Australiens, die Anzeichen einer ununterbrochenen menschlichen Besiedlung seit über 46.000 Jahren aufweist. Zehn Monate nach dem Vorfall und nach einem bedeutenden Protestvotum gegen Clark, bei dem mehr als ein Viertel der Aktionäre gegen ihre Wiederwahl stimmten, gab sie zu, dass sie Reue empfinde.
Am 14. Mai 2018 wurde bekannt gegeben, dass sie die Australian Space Agency leiten wird, nachdem sie 2017 die Überprüfung der australischen Raumfahrtkapazitäten geleitet hatte. Sie hatte dieses Amt bis Januar 2021 inne.

## Auszeichnungen
Im Rahmen der Ehrenliste zum Geburtstag der Königin 2014 wurde Clark zum Companion of the Order of Australia (AC) ernannt.
Sie ist Fellow der Australian Academy of Technological Sciences and Engineering und Fellow des Australian Institute of Company Directors.

## Privatleben
Clark ist mit Trent Hutchinson verheiratet, der ebenfalls ein Absolvent der Queens University ist.